# جرارد، تگزاس
جرارد (به انگلیسی: Girard) یک منطقهٔ مسکونی در ایالات متحده آمریکا است که در شهرستان کنت، تگزاس واقع شده‌است. جرارد ۶۴۴٫۹۶ متر بالاتر از سطح دریا واقع شده‌است.